# Edward Paterek
Edward Paterek (ur. 30 maja 1910 w Obojnej koło Stalowej Woli, zm. 27 marca 1941) – sierżant pilot Polskich Sił Powietrznych w Wielkiej Brytanii.

## Życiorys
We wrześniu 1939 walczył w składzie instruktorów grupy dęblińskiej. Przez Rumunię przedostał się do Francji, gdzie walczył w dywizjonie I/145.
23 lipca 1940 ewakuowany do Wielkiej Brytanii, kontynuował w walkę w dywizjonie 302 (numer służbowy P-793342).
23 września 1940 przeniesiony do dywizjonu 303.
21 stycznia 1941 przeniesiony do dywizjonu 315.
Zginął w wypadku nad Morzem Irlandzkim - zderzył się z samolotem Władysława Szulkowskiego.

## Zwycięstwa powietrzne
Na liście Bajana sklasyfikowany został na 229. pozycji z 1 samolotem Luftwaffe zestrzelonym na pewno i jednym zestrzelonym prawdopodobnie.
zwycięstwa pewne:
- Ju–88 - 18 września 1940

zwycięstwa prawdopodobne:
- He-111 - 15 września 1940

## Odznaczenia
- Krzyż Walecznych - 1 lutego 1941